# پانچکس آرنولتی
پانچکس آرنولتی (Pachypanchax arnoulti) یک گونه ماهی از ساده لبان و بومی ماداگاسکار است. زیستگاه طبیعی آن رودخانه‌ها و دریاچه‌ها است. این گونه به علت نابودی زیستگاه و گونه‌های مهاجم در معرض تهدید است. نام خاص این ماهی به افتخار ژاک آرنولت (۱۹۱۴–۱۹۹۵) ژاک آرنولت (۱۹۹۵–۱۹۱۴) گیاه‌شناس و هرپتولوژیست فرانسوی و به پاس کمک‌های او به دانش جانوران ماهی ماداگاسکار است. این گونه در سال ۲۰۰۶ توسط Paul V. Loiselle توصیف شد.